# Enrique de Sendagorta Aramburu
Enrique de Sendagorta Aramburu (Plencia, 17 de julio de 1924-Madrid, 5 de enero de 2018) fue un ingeniero naval y empresario español.

## Biografía
Hijo de Fidel de Sendagorta Unibaso y María del Carmen Arámburu Gardoqui. El matrimonio tuvo cinco hijos: Jesús, Carmen, Enrique, José Manuel y Teresa.
Doctor ingeniero naval por la Escuela Técnica Superior de Ingenieros Navales de Madrid (1947), se doctoró al año siguiente. En 1975 realizó un máster para altos directivos de empresa, en el IESE - Universidad de Navarra, en su primera promoción.
Junto con su hermano José Manuel, fundó en 1956 SENER -un grupo de ingeniería y tecnología con presencia internacional. Fundador y primer presidente ejecutivo de Petronor (1968); ha sido también socio fundador de las empresas Itasa e Induval. Fundó y dirigió Construnaves, la asociación de los astilleros españoles. Fue director general de Comercio Exterior (1960-1963) y director general de Expansión Comercial, en el Ministerio de Comercio del gobierno españo l.
Casado con María Luz Gomendio, tuvieron seis hijos. Uno de ellos, Jorge Sendagorta, es presidente de la compañía Sener y del Círculo de Empresarios Vascos.

## Actividad empresarial
Comenzó su actividad profesional en el astillero de Sestao (Vizcaya), en la Sociedad Española de Construcción Naval, como jefe de la Oficina Técnica de Motores y Maquinaria. Se desplazó un año a la ciudad suiza de Winterthur donde desarrolló una alianza tecnológica con Sulzer. De regreso a Sestao, dirigió la Oficina Técnica de Buques.
A lo largo de su vida se dedicó a diversos campos dentro del ámbito empresarial, dejando en todos ellos su impronta innovadora. Dicha capacidad se vio reflejada en la creación de diversas empresas. Entre ellas destacan:
- SENER, empresa dedicada inicialmente a la ingeniería naval —software para el diseño de barcos—, fundada en 1956.[8]
- Indunaval (Industrias Navales Valencia), fue socio fundador en el periodo 1955-1958.
- Itasa, fue socio fundador en el periodo 1955-1958.
- Asociación Española de Constructores Navales (Construnaves), que fundó y dirigió en 1959.[12][13] Su objetivo era desarrollar una acción comercial concertada en el exterior.
- Industria de Turbopropulsores ITP[10]
- Refinería de Petronor, en Somorrostro (Vizcaya), fue fundador y primer presidente ejecutivo (1968-1976).

El área de actuación de estas empresas era muy heterogéneo, ya que se desarollaban en el ámbito energético, aeroespacial, químico o de infraestructuras.
En su vertiente directiva, desempeñó diversos cargos en empresas tan dispares como:
- Consejero y director general de la Sociedad Española de Construcción Naval (1963-1969)
- Consejero del Instituto de Crédito a Medio y Largo Plazo, del Banco de Crédito Industrial.
- Consejero de las compañías oficiales de Seguros de Crédito a la Exportación.
- Consejero de Ybarra y CIA (1963-1969)
- Consejero de Naviera Artol
- Consejero de Marítima del Norte (1963-1969)
- Consejero Delegado (1976), y vicepresidente del Consejo de Administración (1978) del Banco de Vizcaya
- Consejero del BBV (hasta 1995)
- Presidente del Banco de Financiación Industrial (INDUBAN) y el Banco de Comercio (1983)
- Presidente de Honor del Instituto Empresa y Humanismo de la Universidad de Navarra.
- Presidente de Honor de SENER y Presidente de la Fundación SENER (2000-2018).
- Director general de Comercio Exterior en el Ministerio de Comercio (1960-1963).[10]
- Director general de Expansión Comercial en el Ministerio de Comercio
- Presidente de la Comisión de Bienes de Equipo del Plan de Desarrollo Español.
- Vocal del Consejo de Junta de Energía Nuclear.

## Premios y reconocimientos[8]
- Premio Reino de España a la Trayectoria Empresarial del Círculo de Empresarios (2014)[10][14]
- Medalla de Miembro de Honor del Instituto de la Ingeniería de España (2014)
- Premio Nacional a la Trayectoria Innovadora del Ministerio de Ciencia e Innovación (2011)
- Premio Ingenia de la Escuela de Ingenieros de Bilbao (2004)
- Premio de la Asociación de Ingenieros Navales a la mejor trayectoria profesional y social (1999)
- Gran Cruz del Mérito Naval (España, 1965)
- Verdienstkreutz mit Stern (Alemania, 1963)
- Cruzeiro do Sul (Brasil, 1962).

## Publicacción
- ¡Aquí estamos! Recuerdos autobiográficos de mi familia y de mis tiempos, Salamanca, [s.n.], 2008, 436 pp.[15]